# Droga wojewódzka 369
Die Droga wojewódzka 369 (DW 369) ist eine 18 Kilometer lange Droga wojewódzka (Woiwodschaftsstraße) in der polnischen Woiwodschaft Niederschlesien, die die Droga krajowa 5 in Lubawka mit der Droga wojewódzka 368 in Rozdroże Kowarskie verbindet. Die Strecke liegt im Powiat Kamiennogórski.

## Streckenverlauf
Woiwodschaft Niederschlesien, Powiat Kamiennogórski
-  Lubawka (Liebau i. Schlesien) (DK 5)
- Bukówka (Buchwald, Buchwald b. Liebau)
- Szczepanów (Tschöpsdorf)
- Miszkowice (Michelsdorf)
- Jarkowice (Städtisch Hermsdorf)
-  Ogorzelec (Dittersbach) (DW 367)